# 高淳区
高淳区是中国江苏省南京市下辖的市辖区，位于南京市南部，是著名的历史文化名城、江南鱼米之乡。高淳北临溧水区，南接宣城市宣州区与郎溪县，东靠常州溧阳市，西倚马鞍山市当涂县。区域总面积为790.23平方公里，2013年2月，高淳撤县设区。區人民政府駐淳溪街道镇兴路228号。

## 地理
高淳位于江苏西南端，北接溧水区，东部与常州溧阳市毗邻，西南与马鞍山当涂县、宣城宣州区和郎溪县接壤，西接马鞍山博望区。由固城湖、石臼湖和长江支流水阳江所环抱，东部为丘陵地区，西部为平原圩区总面积802平方公里，其中陆地面积约占70%，水域面积约占30%。

## 历史沿革
春秋时期，周景王四年（公元前541年），吴王余祭在离今高淳区城东面十五公里的地方筑“子罗城”。因城高坚固取名“固城” ，即今固城镇 。并以此为基础设立“濑渚邑”。因为古中江又名“濑水”，固城就建在中江北岸的沙滩上，所以取名“濑渚”。三年后楚灵王下固城。楚平王为太子时据守固城，后人又把固城叫做“楚王城”。
周景王五年（公元前540年），吴迁其邑于陵平山下，名陵平。十六年（公元前529年），楚国又攻打吴国，并夺取、占领陵平，更名平陵。 
周敬王十四年（公元前506年），吴国攻下固城。进城后，伍子胥下令烧毁城内所有殿宇楼阁。史书记载：“吴伐楚烧固城，大火逾月未熄。”固城成了一片焦土。 
周元王三年（公元前473年），越王勾践打败吴国，固城被越军占领，划到了越国的会稽郡。
周显王三十五年（公元前334年），楚国打败越国，固城再属于楚国。 
秦始皇统一中国后，实行郡县制，改濑渚邑为溧阳县，因地处濑水的北岸，“濑”与“溧”古音相通，古人又习惯以水之北为“阳”，这是高淳置县开始。县境范围含今高淳县、溧阳市全境及溧水县南境，县治今在固城镇。秦初到东汉四百多年间，固城是今高淳县、溧阳市、溧水县南境所在地区的政治、经济、文化中心。
三国吴时，废溧阳县建制，作为屯田之用，在原县境东部置永平县（今溧阳市境内），治今溧阳市城南古县村附近，是今溧阳市内设县之始。
西晋太康元年（280年），除永世县地外，又恢复设立溧阳县，属丹阳郡。
隋时，废永世县并入溧阳县；不久溧阳县并（古）丹阳县（县治在今江宁小丹阳镇）东部区域，改称溧水县，最初县治改在今高淳开化，后迁至今溧水县永阳；此时的溧水县辖区除了包括秦置溧阳县整个区域外，还包括(古)丹阳县东部地区。至此高淳使用长达810年的溧阳县之名终结。
唐朝（620年）分溧水县东部地区异地置溧阳县，即今溧阳市的前身，县治初在今溧阳市旧县村。
明朝弘治年间从溧水县分出置高淳县至今，县治为淳溪镇，属应天府。县因高淳古镇而得名。高淳镇即今淳溪镇。
清，改明应天府为江宁府，高淳属之。
太平天国定都天京期间，高淳县属天京省江宁郡。
清同治三年(1864)，陷天京，高淳复属江宁府。
民国元年(1912)，废府，高淳县隶江苏省。
1914年，于省、县两级间设道，高淳属江苏省金陵道。
1927年，废道，县隶于江苏省。
1934年，江苏省实行行政区督察制，高淳县属溧阳行政督察区。
1935年9月，改属第十行政督察区(驻江宁)。
1937年12月7日，侵华日军陷高淳县城，建立伪政权；民国高淳县政府撤至第五区青桂塘，受江南行署第一区行政督察专员公署管辖。
1949年5月2日，属于苏南行署区镇江地区专员公署领导。
1953年1月，撤销苏南行政区，成立江苏省，高淳县属江苏省镇江专区；1958年改为常州专区，高淳属之。
1959年，又改为镇江专区，高淳县属镇江专区。
1983年3月1日，实行市管县体制，高淳县由镇江专区划归南京市管辖。
2013年2月，高淳撤县设区。

## 人口
截至2022年，高淳区常住人口43.71万，户籍人口45.08万。

## 文化风俗
- 跳五猖
- 花台会
- 大马灯
- 打水浒
- 高淳被命名为“全国武术之乡”。

## 行政区划
高淳区下辖6个街道办事处、2个镇：
淳溪街道、古柏街道、漆桥街道、固城街道、东坝街道、桠溪街道、阳江镇、砖墙镇、高淳县团结圩良种繁育场、高淳县茶叶实验场、高淳监狱和高淳县傅家坛林场。

## 交通

### 干线道路
- 235国道
- 宁宣高速
- 溧芜高速
- 269省道
- 123省道
- 104省道
- 204省道
- 246省道
- 360省道

### 地铁
S9号线

### 港口
高淳港

## 荣誉称号
国家级生态示范区，位于高淳区桠溪镇西北部的丘陵地区一片49平方公里的“生态之旅”，2010年7月被国际慢城组织评选为国内第一个国际慢城。

## 特色
- 固城湖螃蟹
- 淳溪老街
- 游子山
- 高淳陶瓷